# Turmwagen
Als Turmwagen, auch Oberleitungsrevisionswagen, Oberleitungswagen, Fahrleitungswagen, Fahrdrahtwagen, Montagewagen oder Gerüstwagen, werden Bahndienstfahrzeuge und Straßenbahnfahrzeuge bezeichnet, die speziell für Arbeiten an der Oberleitung konstruiert sind. Je nachdem, ob der Turmwagen ein Anhänger oder selbst motorisiert ist, sind weitere Bezeichnungen üblich. Handelt es sich um kleinere Anhänger, wie sie bei Straßenbahnbetrieben verbreitet waren, so spricht man von einer Turmlore. Selbstfahrende Fahrzeuge im Eisenbahnbereich werden als Turmtriebwagen, TVT (Turmverbrennungsmotortriebwagen) oder ORT (Oberleitungsrevisionstriebwagen) bezeichnet. Bei Straßenbahnen (teilweise) und Oberleitungsbus-Betrieben (ausschließlich) kommen dabei auch Turmwagen auf der Basis von Straßenfahrzeugen zum Einsatz. In der Regel handelt es sich dabei um Lastkraftwagen mit speziellen Aufbauten.
Die ersten Fahrzeuge dieser Art waren einfache antriebslose Flachwagen, auf die eine Leiter oder ein Turm gesetzt wurde (daher der Name), um so an die Oberleitung zu gelangen. Diese Aufbauten waren aus Holz gefertigt, um Stromschlägen vorzubeugen.
Wegen unterschiedlicher Anforderungen gibt es Turmwagen für Gleich- und Wechselspannungsfahrleitungen. In Gleichspannungsnetzen ist es in gewissen Grenzen möglich, unter Spannung zu arbeiten. Dafür müssen Arbeitsbühne und Zugang isoliert sein, bis zu vollständig aus nichtleitenden Materialien bestehenden Fahrzeugaufbauten. Für Wechselspannungsfahrleitungen, an denen wegen der möglichen Beeinflussungen nicht unter Spannung gearbeitet werden kann, müssen die Arbeitsflächen leitfähig, durchverbunden und geerdet sein.
Turmwagen kommen auch heute noch vereinzelt zum Einsatz, Standardfahrzeug für Arbeiten an der Oberleitung sind heute aber bei den meisten Bahngesellschaften Turmtriebwagen. Dabei handelt es sich um Spezialfahrzeuge auf der Basis normaler Triebwagen. Sie verfügen auf dem Dach über eine Arbeitsplattform (meist heb- und schwenkbar) sowie eine kleine Werkstatt im Wageninneren. Für kleinere Arbeiten werden auch Zweiwegefahrzeuge oder Schwerkleinwagen wie das GAF100R/H eingesetzt. Wegen der erschwerten Netzzugangsbedingungen durch zu zahlende Trassenpreise und nicht mehr vorhandene Abstell- und Randgleise gingen viele Bauunternehmen wieder zu den vergleichsweise primitiven, aber leicht straßenfahrzeugtransportierbaren fahrbaren Leitern über.
Aktuelle und frühere Turmtriebwagen der Deutschen Bahn sind die Baureihen 701, 702, 703, 704, 708, 709, 711.0, 711.1 und 711.2. 

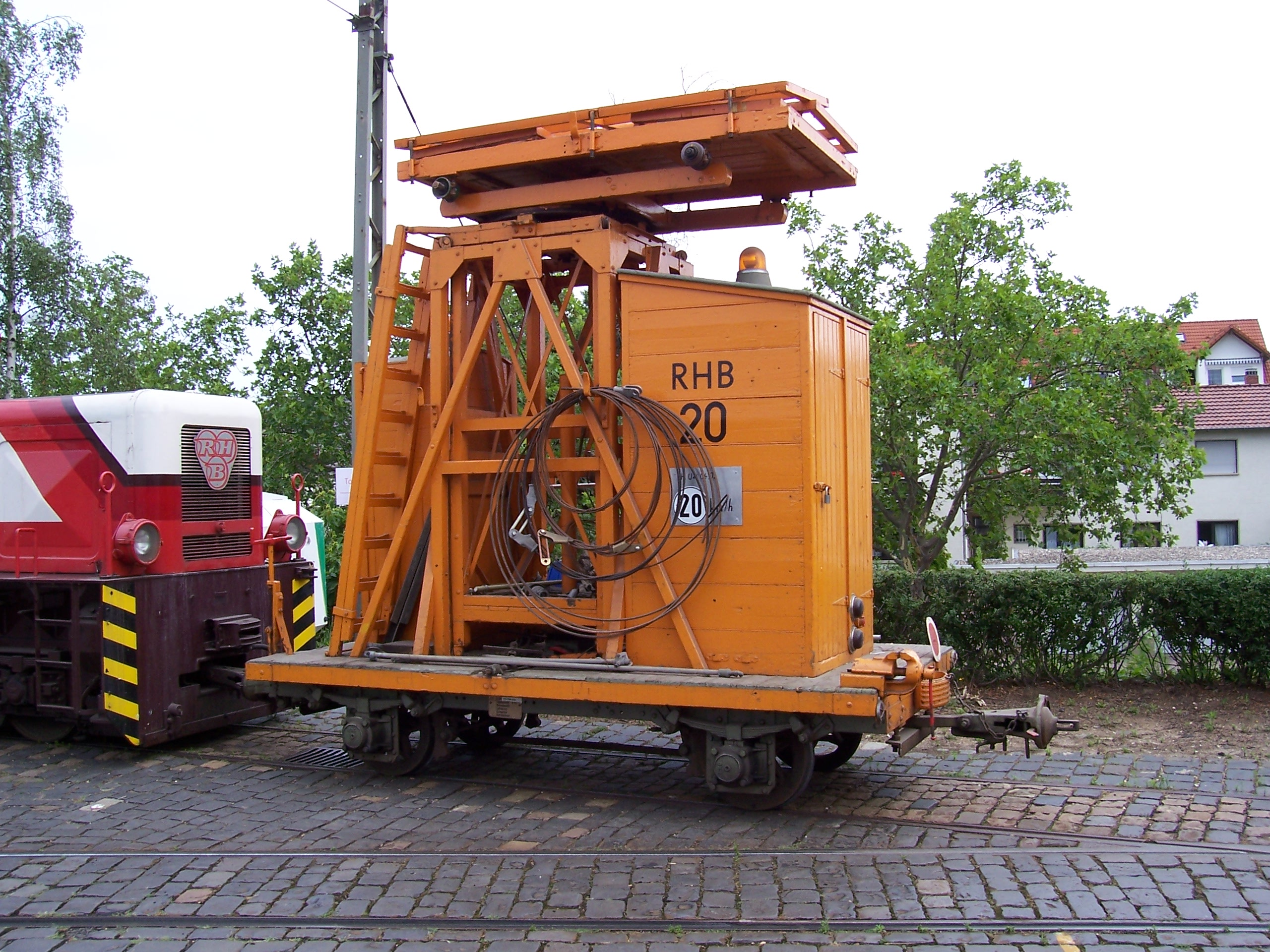
Turmwagen der Rhein-Haardtbahn
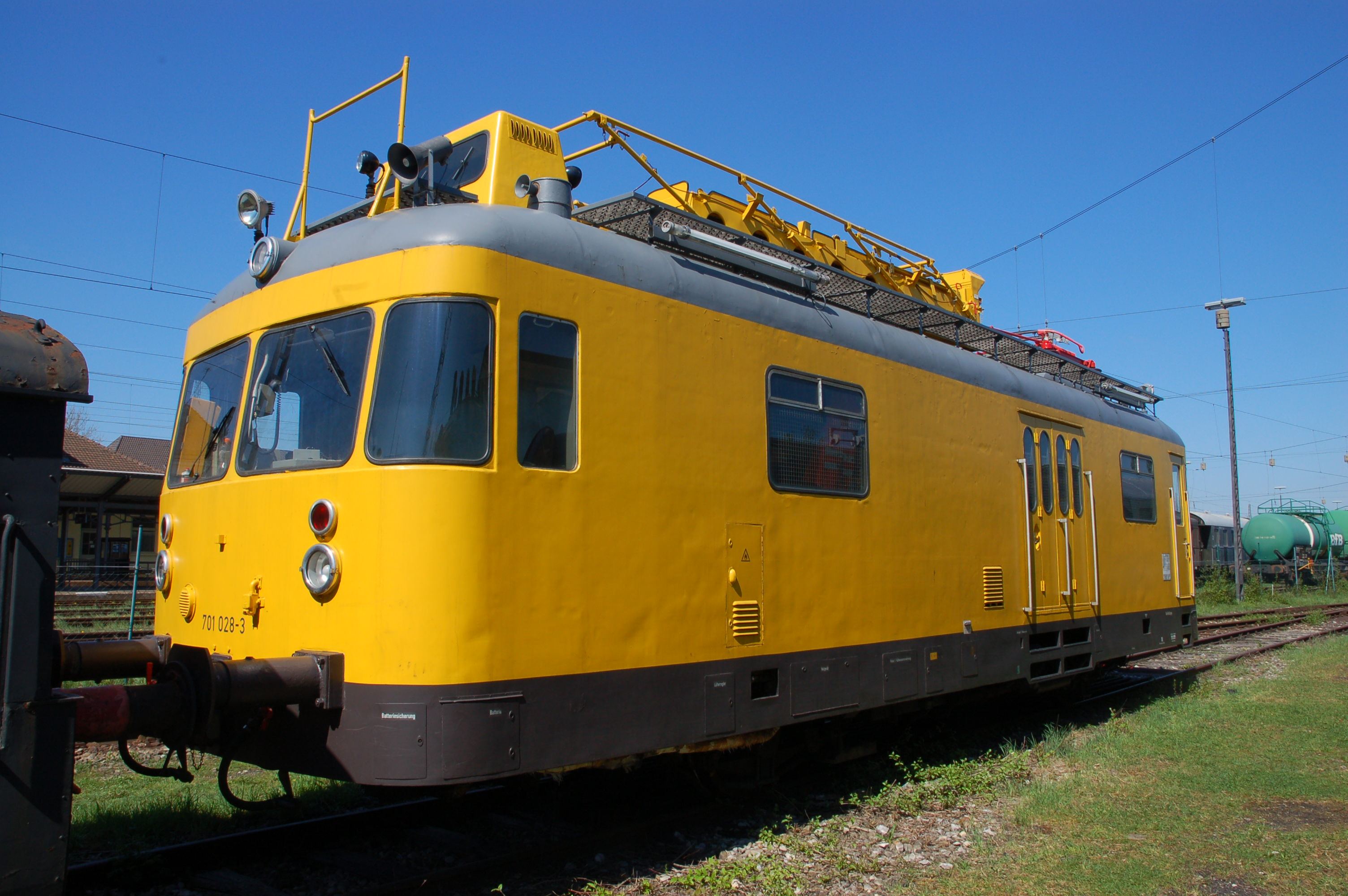
Turmtriebwagen der DB-Baureihe 701
Obus-Turmwagen bei der Bielatalbahn (1901 bis 1904)
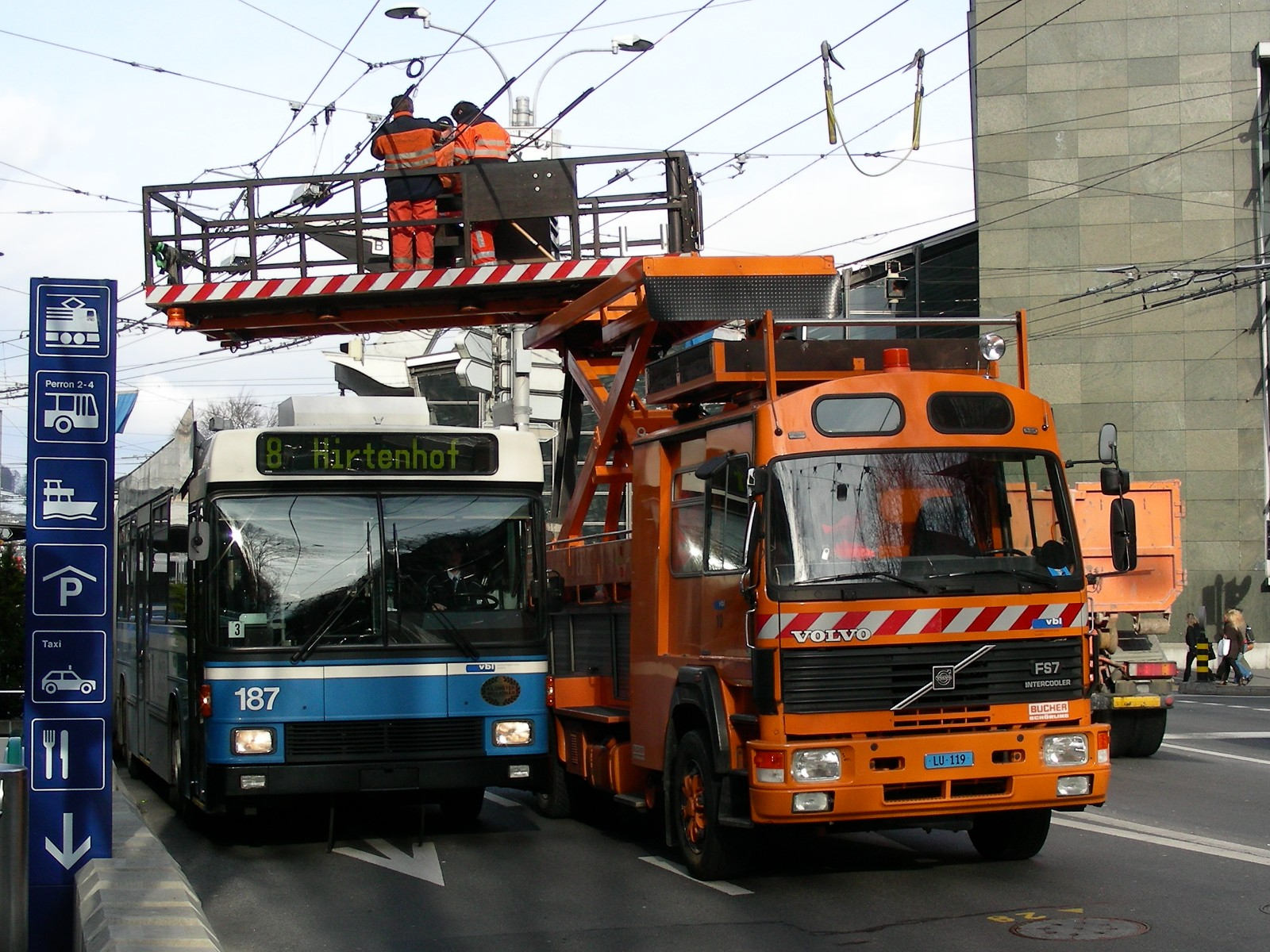
Obus-Turmwagen bei der Reparatur einer Luftweiche in Luzern
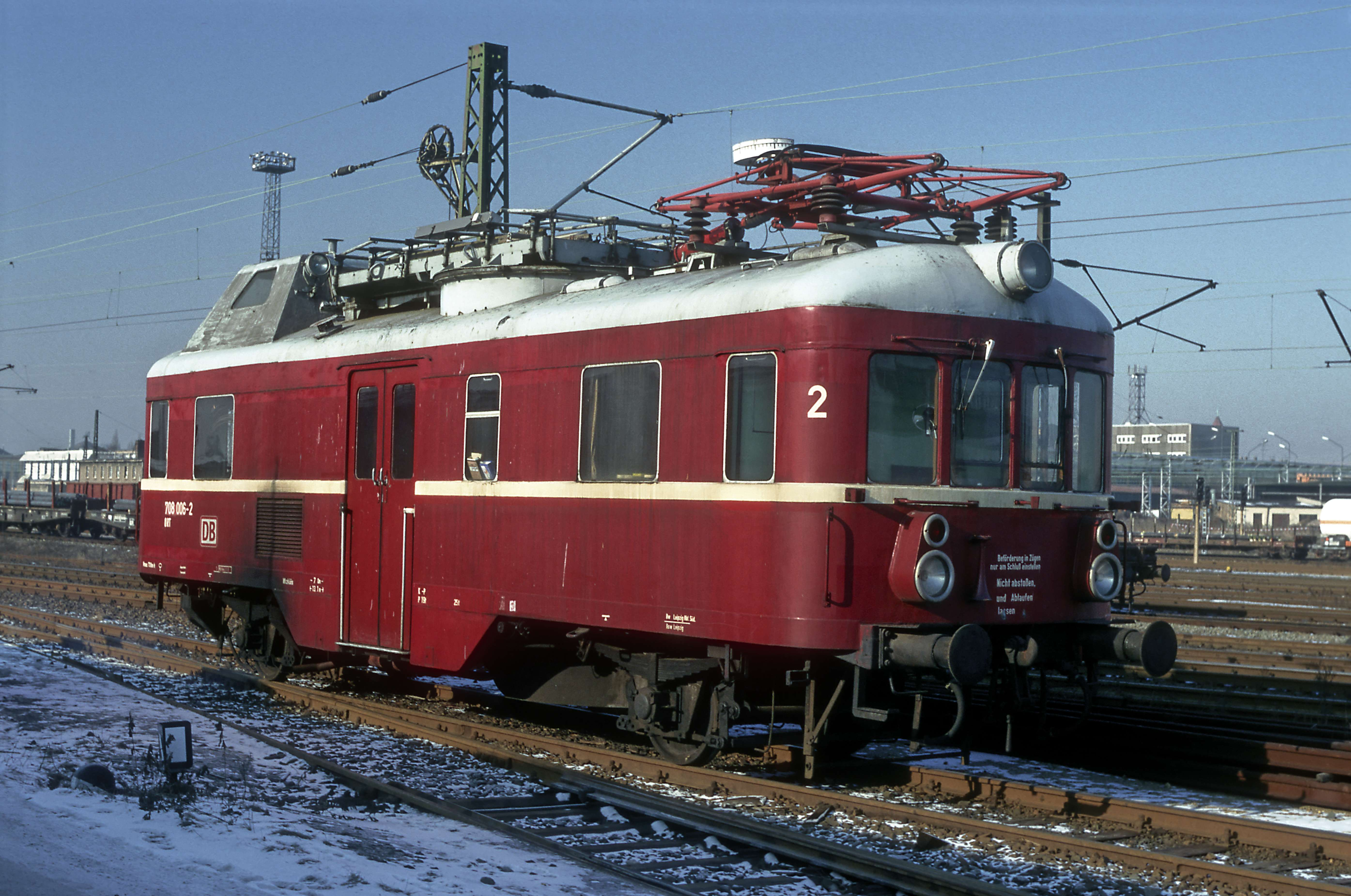
ORT 708 006 im Bahnhof Engelsdorf
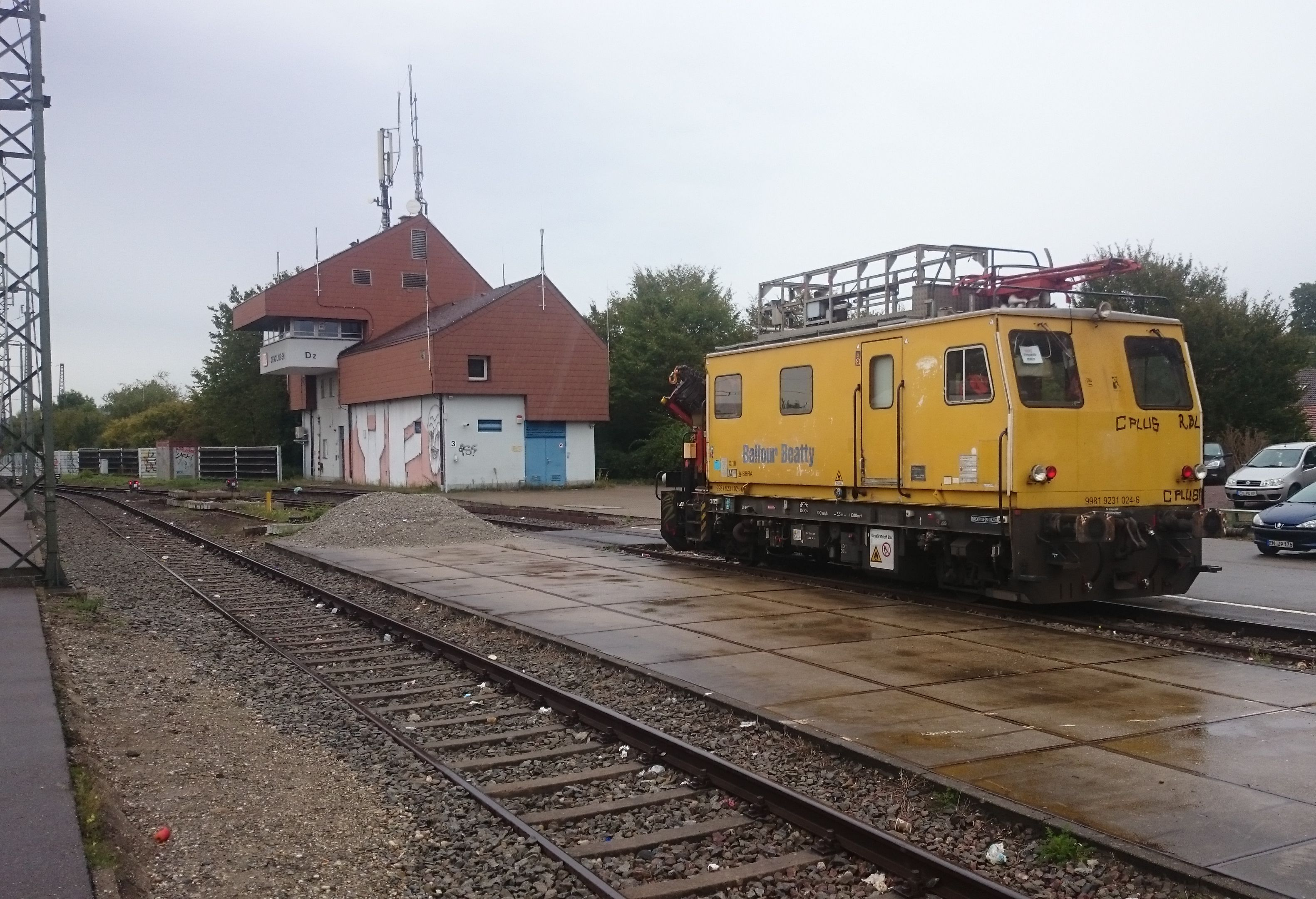
Moderner Turmtriebwagen der Firma Balfour Beatty  am Bahnhof von Denzlingen
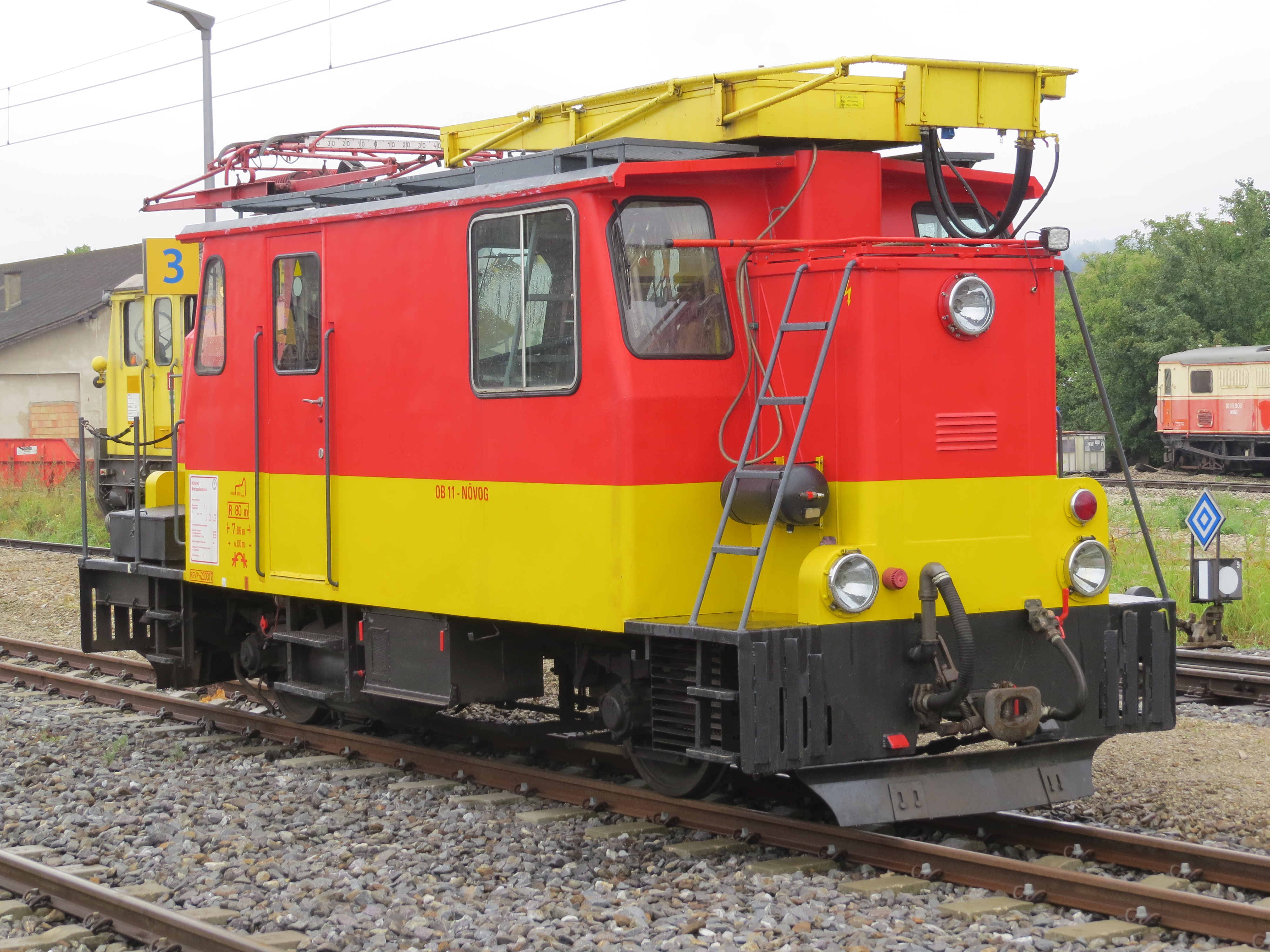
Turmwagen der NÖVOG (früher ÖBB) am Bahnhof Ober-Grafendorf